# 127477 Fredalee
127477 Fredalee è un asteroide della fascia principale. Scoperto nel 2002, presenta un'orbita caratterizzata da un semiasse maggiore pari a 2,5639851 au e da un'eccentricità di 0,2095263, inclinata di 1,68936° rispetto all'eclittica.